# Ortoire
Ortoire es una localidad de Trinidad y Tobago, que forma parte de la región de Mayaro-Rio Claro.

## Geografía
La localidad abarca parte de la isla Trinidad y limita al norte con Cocal Estate-Mayaro y el Atlántico, al sur con St. Joseph Village, al este con el Atlántico y al oeste con Mafeking.

## Demografía
Datos demográficos de la localidad de Ortoire:
| Gráfica de evolución demográfica de Ortoire entre 2000 y 2011 |
|                                                               |